# Eskimotragödie
Als Eskimotragödie wurde eine Brandkatastrophe bekannt, die sich am 18. Februar 1881 in München ereignete, bei der neun Darsteller bei einem Theaterbrand ums Leben kamen.

## Hintergründe und Ablauf

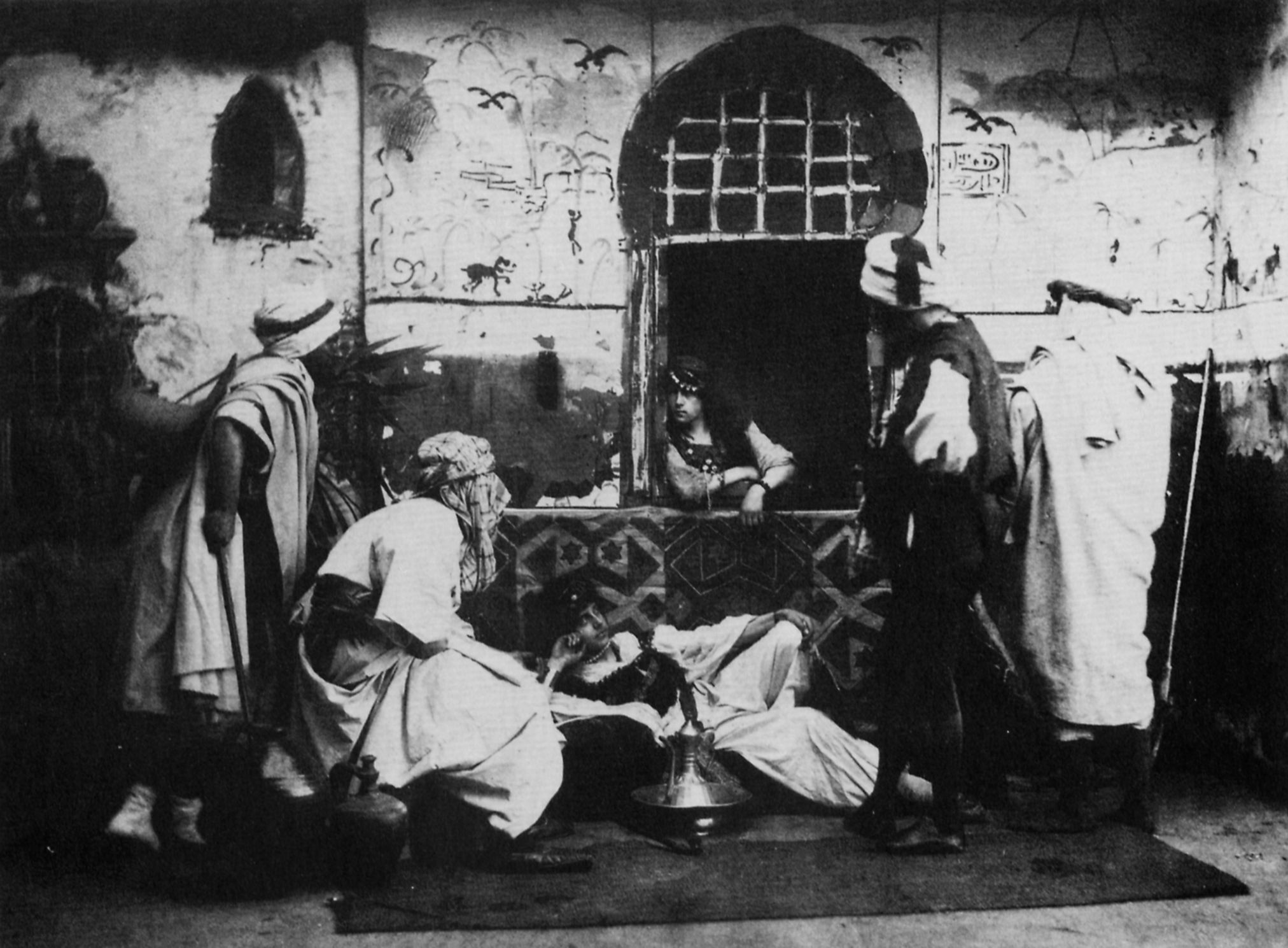
Künstler-Kostümfest der Akademie der bildenden Künste »Kneipreise um die Welt« in Kil’s Colosseum 1881

An jenem Abend fand in dem Varieté und Tanzlokal Kil’s Colosseum, dem seinerzeit größten der Stadt, im Glockenbachviertel, das Faschingsfest 1881 der Münchener Kunstakademie statt. Das Thema lautete „Eine Kneipreise um die Welt“. Die Studenten hatten verschiedene im Saal verteilte Szenenbilder aus aller Welt erarbeitet und sich dazu entsprechend verkleidet, wobei sich die Bildhauerklasse von Professor Max Widnmann für die Region „Antarktis“ entschied. Es gab ein Iglu aus Pappmaché sowie Eisberge aus Holz und Gips, und über Talgkerzen sollten Heringsstücke gebraten werden. Zehn der Widnmann-Schüler sowie zwei externe Freunde steckten in Eisbären- und Eskimokostümen, ausgestattet mit reichlich weißgefärbtem Hanfwerg als Pelzersatz. Die Tatsache, dass in der Antarktis weder Eisbären noch Eskimos leben, tat der Spiel- und Kostümfreude keinen Abbruch. Gegen Mitternacht kam einer der Verkleideten einer Kerzenflamme zu nahe, so dass sich sein Kostüm umgehend entzündete. Die anderen eilten ihm zu Hilfe, wobei die Flammen schnell auf deren Kostüme übergriffen. Die im Innern des Szenenbilds zur Sicherheit platzierten Zuber mit Wasser wurden in der sich ausbreitenden Panik vergessen. Die Presse zitierte einen Augenzeugen später:

„So schnell wie der Gedanke, steht der ganze Mann von Scheitel bis zur Sohle in helllodernden Flammen, im Nu ein Zweiter [sic!]  – in den Saal stürzen zwei Feuersäulen, weit um sich einen gewaltigen Funkenregen verbreitend.“

Durch die Schreie der brennenden Eskimos aufgeschreckt, versuchten die benachbarten „Indianer“ mit langen Mänteln gegen die Flammen vorzugehen, was misslang. Auch etliche der Festbesucher versuchten, den Darstellern zu helfen, und überschütteten sie etwa mit ihren Getränken, doch die meisten erkannten nicht den Ernst der Lage oder hielten die Flammen für eine geplante Einlage. Der Großteil der 3000 Menschen im Saal und in den Nebenräumen bemerkte den ganzen Vorfall nicht einmal, die Musik spielte laut weiter, und unter den Gästen brach keine Panik aus. Zwar griff die Feuerwehr rasch ein und konnte ein Übergreifen des Feuers verhindern, doch kam für die meisten Verunglückten die Hilfe zu spät. Nach vier Minuten war der Vorfall vorbei. Während die Faschingsfeier sich noch eine Stunde fortsetzte, wurden die zwölf Schwerverletzten in das Allgemeine Krankenhaus verbracht.

## Opfer

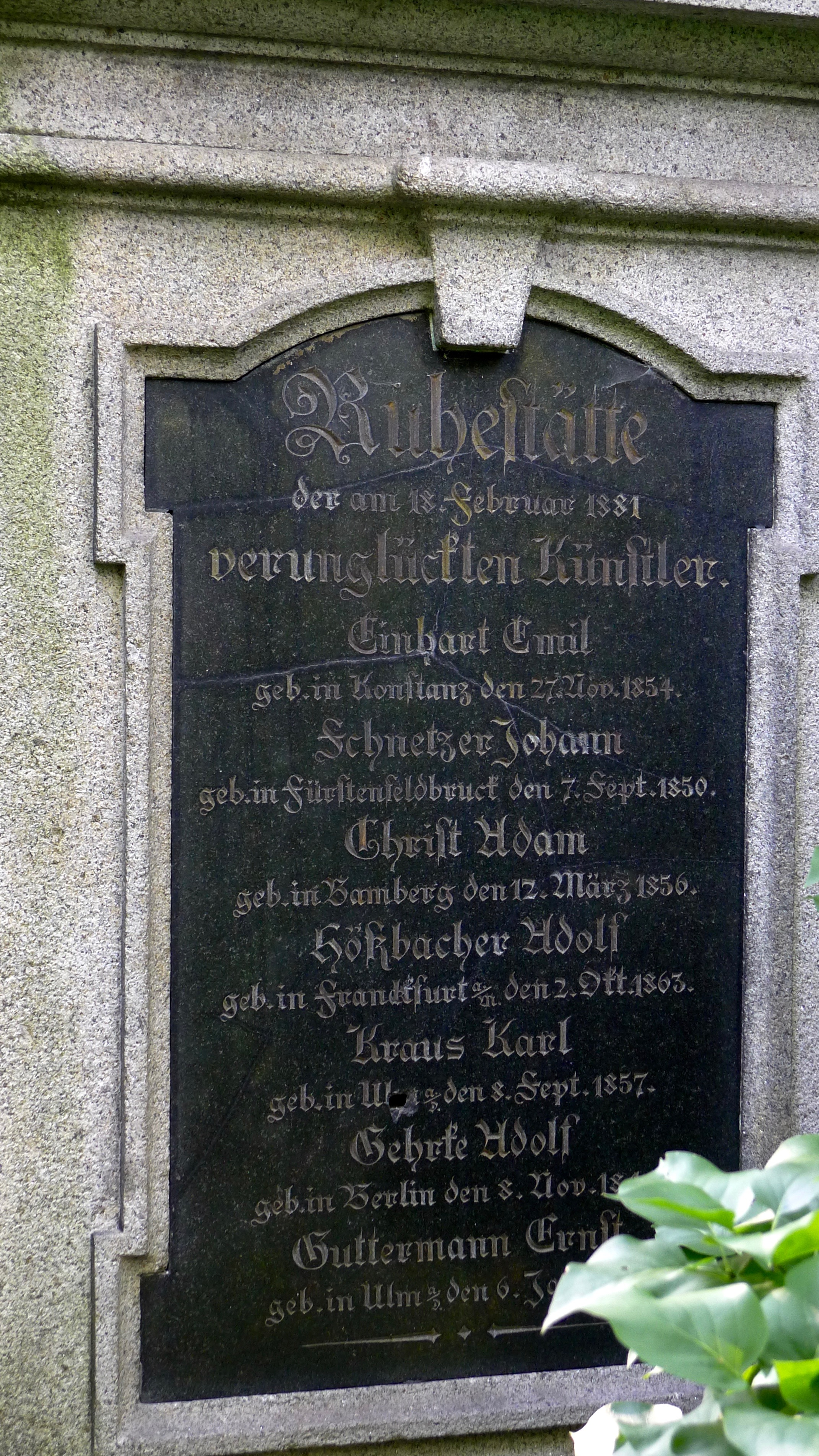
Inschrift des Gemeinschaftsgrabs im Alten Südlichen Friedhof in München

Trotz der Bemühungen des Chirurgen Johann Nepomuk von Nußbaum und fünf weiterer Ärzte sowie von drei Assistenzärzten und fünfzehn Barmherzigen Schwestern starben neun der Opfer in den ersten Tagen nach dem Unglück:
- Adam Christ, geb. am 12. März 1856 in Bamberg, Student der Bildhauerschule der Akademie der Bildenden Künste München (AdBK)[12]
- Emil Einhart, geb. am 27. November 1854 in Konstanz, Student der Bildhauerschule der AdBK[13]
- Otto Emmerling, geb. 1858 oder 1859 in Passau, Student der Bildhauerschule der AdBK[14]
- Adolf Gehrke, geb. am 8. November 1849 in Berlin, Student der Bildhauerschule der AdBK[15]
- Ernst Gutermann (Guttermann), geb. am 6. Januar 1859 in Ulm, Student der Bildhauerschule der AdBK[16][17]
- Michael Adolf Hössbacher (Hößbacher), geb. am 2. Oktober 1863 in Frankfurt am Main, Student der Bildhauerschule der AdBK[18]
- Karl Krauß (Kraus), geb. am 8. September 1857 in Ulm, Student der Bildhauerschule der AdBK[19]
- Anton Maier, geb. 1841 oder 1842, wohnhaft in München, Fotograf, verheiratet, zwei Kinder[10]
- Johann Schnetzer, geb. am 7. September 1850 in Fürstenfeldbruck, Goldarbeiter[10]

Drei der zwölf im Krankenhaus behandelten Schwerverletzten überlebten das Unglück:
- Gottfried Bechtold (Vater des Bildhauers Albert Bechtold), geb. am 14. Oktober 1857, aus Sulz (Vorarlberg), Student der Bildhauerschule der AdBK[20][21]
Der Verstorbene Johann Schnetzer war ein Cousin von Gottfried Bechtold.[21]
- Wilhelm Giesecke, geb. am 2. April 1854 in Altona (Elbe), gest. am 15. Oktober 1917 in Barmen, Student der Bildhauerschule der AdBK[22]
- Alfons Spring, geb. am 18. Mai 1843 in Libau, gest. am 14. Juli 1908 in Bad Oeynhausen, Student der Malklasse Wilhelm Diez[23]

Die Zeitungen berichteten außerdem von acht bis dreißig Leichtverletzten, die sämtlich in häuslicher Pflege versorgt werden konnten.

## Folgen
Nach diesem Vorfall wurden alle Faschingsveranstaltungen in München 1881 abgesagt. Als Konsequenz verschärfte die Stadt München die Brandschutzauflagen und Sicherheitsbedingungen. Sieben der Verbrannten wurden in einem gemeinsamen Grab auf dem Alten Südfriedhof (heute Gräberfeld 20) beigesetzt. Am Trauerzug durch München nahmen auch Prinz Luitpold, Johannes von Widenmayer sowie preußische und sächsische Gesandte teil.
Zum Gedenken an die Opfer der Eskimotragödie veranstaltete der Künstler Stefan Lenhart im Frühjahr 2015 eine „performative Reinszenierung“.